# Brett Howden
Brett Howden (Calgary, Alberta, 29 de marzo de 1998), apodado Howdy, es un jugador profesional canadiense de hockey sobre hielo que se desempeña en la posición de centro en Vegas Golden Knights, equipo de la National Hockey League (NHL).

## Carrera
Fue seleccionado en la primera ronda en la NHL Entry Draft de 2016. En 2018 hizo su debut profesional con el equipo New York Rangers, en el cual jugó tres temporadas (2018-2021), después pasó a Vegas Golden Knights, donde lleva jugando tres temporadas.